# 南方裂腹鱼
南方裂腹鱼（学名：Schizothorax meridionalis）为輻鰭魚綱鯉形目鲤科裂腹鱼属的鱼类，俗名白鱼。在中国，分布于龙川江和大盈江等。该物种的模式产地在腾冲县桥街。它体长可达30公分。可作為食用魚。

## 扩展阅读
維基物種上的相關：南方裂腹鱼